# Brunembert
Brunembert – miejscowość i gmina we Francji, w regionie Hauts-de-France, w departamencie Pas-de-Calais.
Według danych na rok 1990 gminę zamieszkiwało 255 osób, a gęstość zaludnienia wynosiła 42 osób/km² (wśród 1549 gmin regionu Nord-Pas-de-Calais Brunembert plasuje się na 965. miejscu pod względem liczby ludności, natomiast pod względem powierzchni na miejscu 588.).